# Astragalus subcinereus
Astragalus subcinereus är en ärtväxtart som beskrevs av Asa Gray. Astragalus subcinereus ingår i släktet vedlar, och familjen ärtväxter.

## Underarter
Arten delas in i följande underarter:
- A. s. basalticus
- A. s. subcinereus